# Пјетро Бадољо
Пјетро Бадољо (итал. Pietro Badoglio; Грацано Монферато, 28. септембар 1871 — Грацано Бадољо, 1. новембар 1956) је био италијански војсковођа и политичар.
Завршио је војну академију у Торину. У италијанској војсци је служио од 1892. и као артиљеријски поручник учествовао је у колонијалним ратовима: етиопском ратном походу1892. године као и у либијској офанзиви против Турске од 1911. до 1912. Учесник у Првом светском рату.
Године 1919. је изабран за сенатора, а касније је радио у дипломатији, поред осталог био је и италијански амбасадор у Бразилу. После Првог светског рата добио је чин маршала и између 1929. и 1933. вршио је дужност генералног гувернера Либије.
Од краља Виторија Емануела III добио је титулу кнеза Адис Абебе и именован је за гувернера и вицекраља Етиопије.
Од 1940. године био је начелник генералштаба. Противећи се учешћу Италије у Другом светском рату, после агресије на Грчку подноси оставку.
Бадољо је 26. јула 1943. именован за премијера након што је краљ сменио Мусолинија са те функције. Потписао је акт о безусловној капитулацији Италије, а касније је објавио рат Немачкој. Премијер је остао све до ослобођења Рима 1944. године.